# Dichaetomyia pendleburyi
Dichaetomyia pendleburyi är en tvåvingeart som beskrevs av Malloch 1925. Dichaetomyia pendleburyi ingår i släktet Dichaetomyia och familjen husflugor. Inga underarter finns listade i Catalogue of Life.